# Stadland
Stadland est une ville du Land de Basse-Saxe en Allemagne, dans l'arrondissement de Wesermarsch.

## Géographie
Stadland est située au nord de la Basse-Saxe, entre la baie de Jade et la rivière Weser.

### Quartiers
- Rodenkirchen
  - Strohausen
- Schwei
- Seefeld
- Kleinensiel

## Jumelages
- Communauté de communes du Petit Caux (France) depuis 1990

## Personnalités
- Carl Peter Wilhelm Gramberg (1797-1830), bibliste et pédagogue allemand, est né à Seefeld.
- Franz Radziwill (1895-1983), peintre né à Strohausen.
- Otto Ammermann (1932-), cavalier né à Kleinensiel.